# 巴希费尔德-伊默尔博恩
巴希费尔德-伊默尔博恩（德語：Barchfeld-Immelborn，發音：[ˈbaʁçfɛlt ˈʔɪml̩bɔʁn]）是德国图林根州瓦特堡县的市镇，面积23.98平方千米，2023年12月31日人口为4,475人。该市镇于2012年12月31日由市镇巴希费尔德和伊默尔博恩合并而成。